# Урочище Провалы
Урочище Провалы — памятник природы регионального значения, созданный с целью сохранение уникального природного комплекса — пойменного леса, места произрастания ценных, малочисленных, редких и исчезающих видов растений, в том числе занесенных в Красную книгу Волгоградской области. Расположен на правобережье реки Дон в пойменной части в 6 километрах на запад от хутора Логовский и в 2,3 километра от хутора Мелоклетский (Клетский район, Клетское и Перекопское сельские поселения).

## Описание

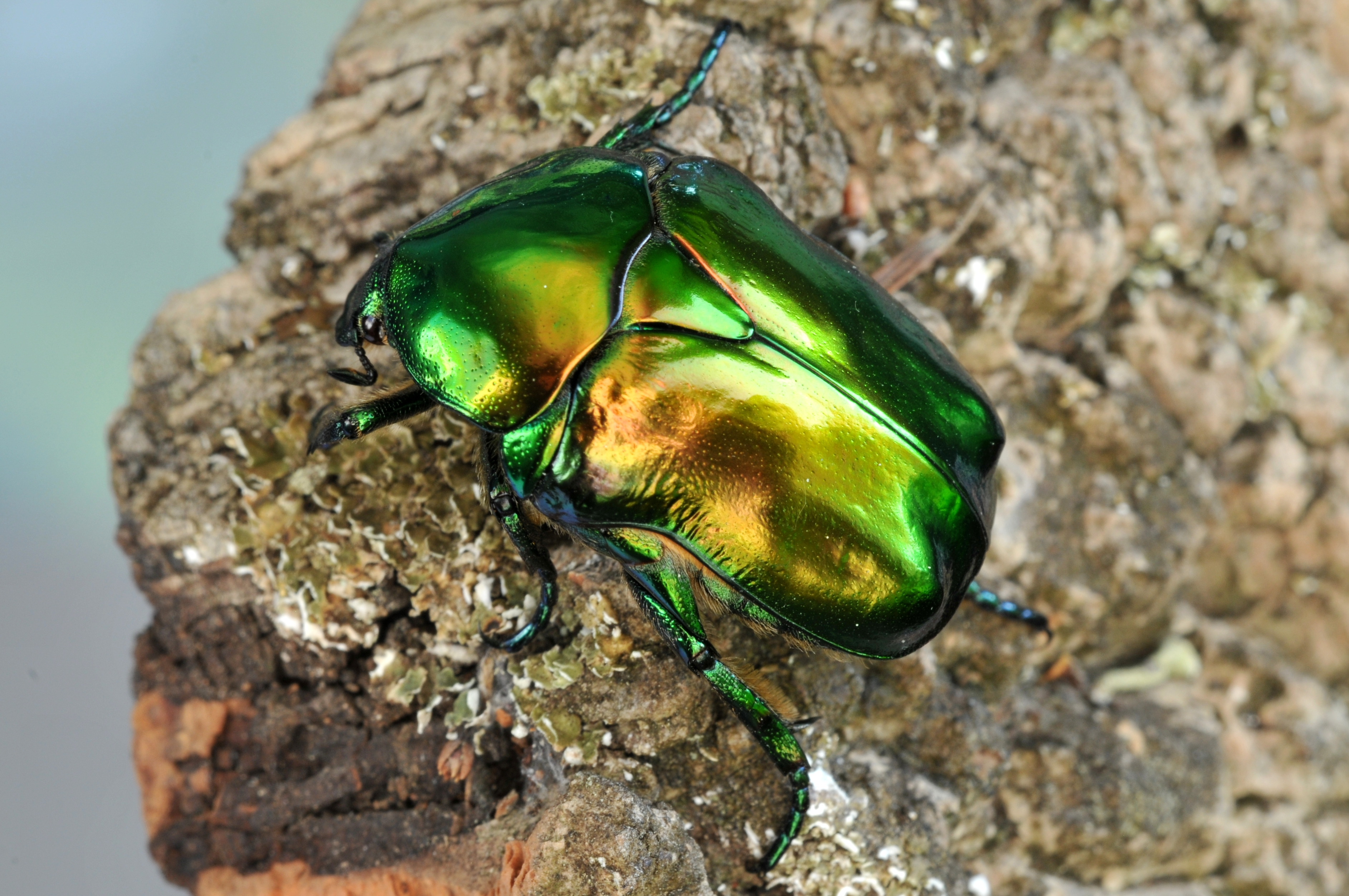
Бронзовка гладкая

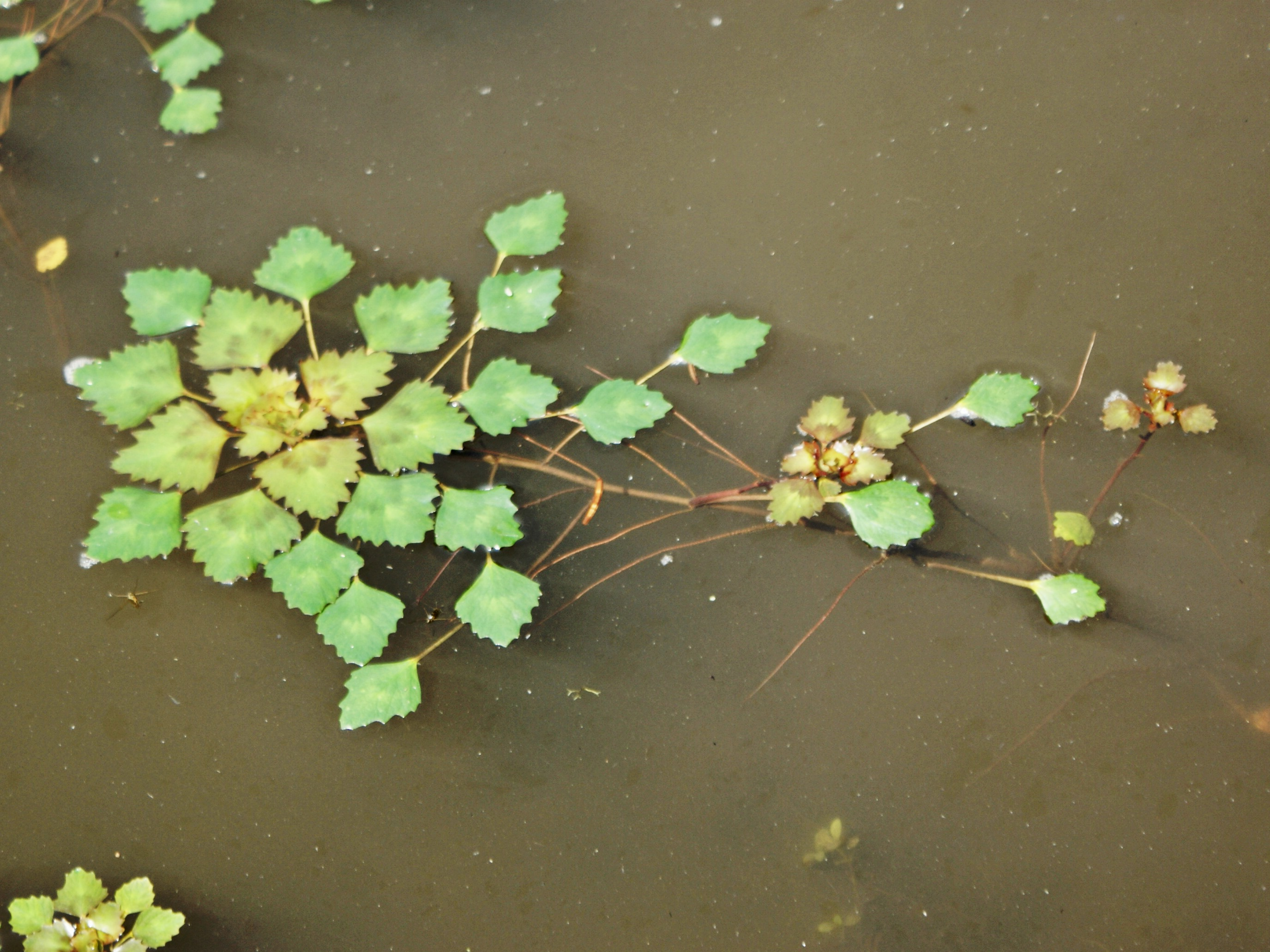
Чилим

Памятник природы учреждён постановлением Главы Администрации Волгоградской области от 25.08.2009 № 993 «Об объявлении территорий в границах Дубовского, Клетского, Старополтавского, Суровикинского муниципальных районов Волгоградской области памятниками природы регионального значения». Площадь ООПТ — 124 га. Физико-географический регион: Восточно-Европейская равнина, Донская возвышенность, Чирско-Донской район, подрайон низких плато. Природная зона — степная, подзона — сухих степей на каштановых почвах. Ландшафт Придонской возвышенный плоско-выпуклый овражно-балочный.
Почвенный покров представлен темно-каштановыми неполноразвитыми укороченными карбонатными сильно-хрящеватыми почвами местами в сочетании с темно-каштановыми неполно-развитыми маломощными карбонатными среднехрящеватыми (до 25-50 %). Почвообразующие породы — чередование известняков, глин, песков, песчаников, опок, мела, относящихся к верхнему карбону, юре, мелу и олигоцен-миоцену. Коренные породы — покровные четверичные отложения меловой системы. Гидрологическая сеть представлена рекой Дон и небольшими озёрами. Шестьдесят процентов территории занимает пойменный лесной массив, который является смешанным ветлово-осокоревым насаждением, остальную — лугово-кустарниковая растительность.

## Флора и фауна
Объекты животного мира, занесенные в Красную книгу Волгоградской области:
1. Protaetia aeruginosa — Бронзовка гладкая, категория статуса редкости на территории Волгоградской области 2.

Объекты растительного мира, занесенные в Красную книгу Волгоградской области:
1. Juniperus sabina — Можжевельник казацкий, категория статуса редкости на территории Волгоградской области 2а; региональный критерий редкости А.
2. Potamogetum acutifolius — Рдест остролистный, категория статуса редкости на территории Волгоградской области 3б; региональный критерий редкости С.
3. Carex liparocarpos — Осока блестящеплодная, категория статуса редкости на территории Волгоградской области 3г; региональный критерий редкости С.
4. Trapa natans — Водяной орех, чилим, категория статуса редкости на территории Волгоградской области 3б; региональный критерий редкости А.

## Ограничения на использование земель
На территории памятника природы запрещаются:
- распашка земель, строительство зданий и сооружений, дорог и трубопроводов, линий электропередач и прочих коммуникаций, взрывные работы и разработка новых месторождений полезных ископаемых;
- нерегулируемый выпас скота и его прогон по территории Памятника природы;
- сбор и уничтожение растений;
- рубка лесных насаждений, кроме санитарно-оздоровительных мероприятий (вырубка погибших и повреждённых лесных насаждений, очистка лесов от захламления, загрязнения и иного негативного воздействия);
- изменение установившегося гидрологического режима территории;
- применение ядохимикатов и химических средств защиты растений сельскохозяйственными и другими организациями и предприятиями без предварительного согласования со специально уполномоченным органом;
- проезд транспорта вне дорог общего пользования, стоянка транспорта вне отведенных мест;
- размещение отходов производства и потребления;
- предоставление земельных участков под застройку, для коллективного и индивидуального садоводства и огородничества, организации подсобного хозяйства.

За обеспечение охраны и функционирование ООПТ несёт ответственность Комитет охраны окружающей среды и природопользования Волгоградской области.